# Камерон Ґеллман
Камерон Геллман (англ. Cameron Gellman нар. 10 жовтня 1998, Клейтон, Міссурі, США) – американський актор, відомий своєю роллю Ріка Тайлера у серіалі «Старґерл» на каналі DC Universe

## Біографія
Геллман – корінний житель Сент-Луїса, штат Міссурі.

## Кар'єра
Розпочав свою кар'єру в 2016 році у серіалі «Дні нашого життя», у 2020 році з'явився у телесеріал «Добрий лікар», з травня 2020 виконує головну роль Ріка Тайлера у серіалі «Старґерл»

## Фільмографія
| Рік  | Українська назва     | Оригінальна назва   | Роль         | Примітки     |
| ---- | -------------------- | ------------------- | ------------ | ------------ |
| 2016 | Дні нашого життя     | Days of Our Lives   | Підліток     |              |
| 2016 | Жінки 20-го століття | 20th Century Women  | Марк         | Фільм        |
| 2017 |                      | Relationship Status | Ліам         | 1 епізод     |
| 2018 | Так сказав Чарлі     | Charlie Says        | Боббі        | Фільм        |
| 2018 |                      | Heathers            | Курт         |              |
| 2020 | Добрий лікар         | The Good Doctor     | Ейден Поттер | 1 епізод     |
| 2020 | Старґерл             | Stargirl            | Рік Тайлер   | Головна роль |